# Nizza Monferrato
Nizza Monferrato (piemontiul: Nissa Monfrà, korábban Nissa dla Paja) település Olaszországban, Piemont régióban, Asti megyében. Lakosainak száma 10 101 fő (2023. január 1.). Nizza Monferrato Calamandrana, Castel Boglione, Castelnuovo Belbo, Castelnuovo Calcea, Incisa Scapaccino, Mombaruzzo, San Marzano Oliveto, Vaglio Serra, Vinchio és Fontanile községekkel határos.

## Népesség
A település lakossága az elmúlt években az alábbi módon változott:
| Lakosok száma | 10 369 | 10 313 | 10 101 |
|               | 2017   | 2018   | 2023   |